# Exocelina tekadu
Exocelina tekadu  (лат.) — вид жуков-плавунцов рода Exocelina (Copelatinae, Dytiscidae). 

## Распространение
Остров Новая Гвинея: Папуа — Новая Гвинея (Morobe Prov., Lakekamu Bas., Tekadu Village, на высоте 400—500 м).

## Описание
Мелкие водные жуки красновато-коричневого цвета, длина около 4 мм, округло-овальной вытянутой формы тела. Усики 11-члениковые; второй антенномер увеличенный. Крылья хорошо развиты. Связаны с водой. Вид был впервые описан в 2016 году австрийским колеоптерологом Еленой Владимировной Шавердо (Helena Vladimirovna Shaverdo; Naturhistorisches Museum Wien, Вена, Австрия) и немецким энтомологом М. Балком (Michael Balke; Zoologische Staatssammlung München, Мюнхен Германия). Видовое название дано по месту обнаружения типовой серии.